# Накас
Накас (устар. Накыз) — река в России, протекает по Башкортостану, Оренбургской области. Устье реки находится в 174 км по правому берегу реки Большой Ик. Длина реки составляет 47 км.

## Притоки
- 7,7 км: Алмала (пр)
- 12 км: Кармала (пр)
- 13 км: Чанка (пр)
- 20 км: Ельжирчан (лв)

## Данные водного реестра
По данным государственного водного реестра России относится к Уральскому бассейновому округу, водохозяйственный участок реки — Большой Ик, речной подбассейн реки — подбассейн отсутствует. Речной бассейн реки — Урал (российская часть бассейна).
Код объекта в государственном водном реестре — 12010000612112200005903.